# Коментиол (генерал)
Вижте пояснителната страница за други личности с името Коментиол.
Коментиол  (на старогръцки: Κομεντίολος, Komentiolos; на латински: Comentiolus, † 602) e източноримски пълководец и стратег. Той участва в Балканските походи на Маврикий заедно с военачалниците Приск и Петър.

Коментиол произлиза от Тракия. През 583 г. участва в делегацията на Маврикий до аварския каган Баян. През 584 г. се бие със славяните в Тракия. Той побеждава славянски отряд при река Ергиния и през 585 г. – вече с ранг magister militum – се бие отново с тях. Победата на Коментиол при Адрианополис през края/началото на 584/585 г. отклонява славяните към Гърция. Разрушаването на големи части от Атина е вероятно през това време.
Около 589 г. Коментиол e отличен с висшата придворна титла patricius и е magister militum Spaniae в провинция Испания. През 586 г. той e главнокомандващ на войските във войната против аварите. През 586 г. аварите унищожават Рациария и Оескус на Дунав и обкръжават Солун, а славянски войски навлизат до Пелопонес.
На Долен Дунав Коментиол има през 586/587 г. малки успехи срещу славянски грабители, но два пъти не може да хване аварския каган. При Томис на Черно море каганът избягва през близките лагуни.
През 587 г. с 10 хил. войници Коментиол се бие при Анхиалус с аварския каган, но не може да го плени. През 589 г. вече като главнокомандващ, сменил стратига Филипик, той се бие на Източния фронт против сасанидите. През 590 г. Коментиол посреща избягалия персийски велик цар Хосров II Парвиз, свален от трона от узурпатора Хормазд IV. Той участва в успешния поход против Ктезифон. Хосров II се възкачва отново на трона и Източен Рим е награден с територии. След неговото сваляне започва обаче последната и най-голяма война между Източен Рим и Персия (Персийско-византийска война).
През 598 г. и 599 г., като военен магистър за Тракия (magister militum per Thraciae), се бие отново с аварите. През 602 г. избухва въстание на войската на Дунав и войниците издигат Фока за император. Маврикий бяга от войската си в Константинопол и Коментиол трябва да поеме защитата. Фока побеждава и избива Маврикий и цялата му фамилия. Коментиол също e убит пo времето на тази чистка.